# Vodslivy
Vodslivy jsou obec v okrese Benešov ve Středočeském kraji. Leží asi patnáct kilometrů severovýchodně od Benešova. Žije zde 98 obyvatel.

## Historie
První písemná zmínka o obci pochází z roku 1436.

## Obyvatelstvo
| Rok            | 1869 | 1880 | 1890 | 1900 | 1910 | 1921 | 1930 | 1950 | 1961 | 1970 | 1980 | 1991 | 2001 | 2011 | 2021 |
| -------------- | ---- | ---- | ---- | ---- | ---- | ---- | ---- | ---- | ---- | ---- | ---- | ---- | ---- | ---- | ---- |
| Počet obyvatel | 286  | 255  | 254  | 246  | 208  | 198  | 175  | 130  | 134  | 126  | 96   | 86   | 96   | 105  | 108  |
| Počet domů     | 39   | 38   | 38   | 36   | 35   | 36   | 34   | 36   | 33   | 32   | 26   | 30   | 30   | 31   | 31   |

## Obecní správa

### Územněsprávní začlenění
Dějiny územněsprávního začleňování zahrnují období od roku 1850 do současnosti. V chronologickém přehledu je uvedena územně administrativní příslušnost obce v roce, kdy ke změně došlo:
- 1850 země česká, kraj České Budějovice, politický a soudní okres Benešov[7]
- 1855 země česká, kraj Tábor, soudní okres Benešov
- 1868 země česká, politický a soudní okres Benešov
- 1939 země česká, Oberlandrat Tábor, politický i soudní okres Benešov[8]
- 1942 země česká, Oberlandrat Praha, politický i soudní okres Benešov[9]
- 1945 země česká, správní i soudní okres Benešov[10]
- 1949 Pražský kraj, okres Benešov[11]
- 1960 Středočeský kraj, okres Benešov
- 1961 Středočeský kraj, okres Benešov, obec Ostředek[12]
- k 24. listopadu 1990 Středočeský kraj, okres Benešov[12]
- 2003 Středočeský kraj, okres Benešov, obec s rozšířenou působností Benešov

## Doprava
Dopravní síť
- Pozemní komunikace – Obcí prochází silnice II/113 Český Brod - Chocerady - Vodslivy - Divišov - Vlašim. Ve vzdálenosti 1,5 km prochází dálnice D1 s exitem 34 (Ostředek).
- Železnice – Železniční trať ani stanice na území obce nejsou.

Veřejná doprava 2012
- Autobusová doprava – V obci zastavovaly autobusové linky jedoucí např. do těchto cílů: Benešov, Čerčany, Chocerady, Praha, Sázava.